# 1 500 mètres masculin aux Jeux olympiques d'été de 2024
Pour des articles plus généraux, voir Athlétisme aux Jeux olympiques d'été de 2024 et 1 500 mètres aux Jeux olympiques.
Navigation
Tokyo 2020 Los Angeles 2028
L'épreuve du 1 500 mètres masculin aux Jeux olympiques de 2024 se déroule du 2 au 6 août 2024 au Stade de France, au nord de Paris, en France.

## Records
Avant cette compétition, les records dans cette discipline étaient les suivants : 
| Record du monde  | Hicham El Guerrouj (MAR) | 3 min 26 s 00 | Rome  | 14 juillet 1998 |
| Record olympique | Jakob Ingebrigsten (NOR) | 3 min 28 s 32 | Tokyo | 7 aout 2021     |

Au cours de la compétition, le record suivant a été établi : 
| Record olympique | Cole Hocker (USA) | 3 min 27 s 65 | Paris, France | 6 août 2024 |

## Programme
| Date            | Horaire | Manche       |
| --------------- | ------- | ------------ |
| Vendredi 2 août | 10 h 00 | Premier tour |
| Samedi 3 août   | 19 h 00 | Repêchage    |
| Dimanche 4 août | 18 h 30 | Demi-finale  |
| Mardi 6 août    | 19 h 00 | Finale       |

## Médaillés
| Or                | Argent          | Bronze             |
| Cole Hocker (USA) | Josh Kerr (GBR) | Yared Nuguse (USA) |

## Résultats

### Premier tour
Les 6 premiers de chaque série sont qualifiés (Q) pour les demi-finales, tous les autres vont en repêchage.
| Rang | Athlète            | Pays            | Temps         | Notes |
| ---- | ------------------ | --------------- | ------------- | ----- |
| 1    | Josh Kerr          | Grande-Bretagne | 3 min 35 s 83 | Q     |
| 2    | Brian Komen        | Kenya           | 3 min 36 s 31 | Q     |
| 3    | Narve Gilje Nordås | Norvège         | 3 min 36 s 41 | Q     |
| 4    | Anass Essayi       | Maroc           | 3 min 36 s 44 | Q     |
| 5    | Yared Nuguse       | États-Unis      | 3 min 36 s 56 | Q     |
| 6    | Robert Farken      | Allemagne       | 3 min 36 s 62 | Q     |
| 7    | Jochem Vermeulen   | Belgique        | 3 min 36 s 66 |       |
| 8    | Samuel Pihlström   | Suède           | 3 min 36 s 80 |       |
| 9    | Cathal Doyle       | Irlande         | 3 min 37 s 82 |       |
| 10   | Mario García       | Espagne         | 3 min 37 s 90 |       |
| 11   | Filip Rak          | Pologne         | 3 min 38 s 12 |       |
| 12   | Ryan Mphahlele     | Afrique du Sud  | 3 min 38 s 48 |       |
| 13   | Oliver Hoare       | Australie       | 3 min 39 s 11 |       |
| 14   | Abdisa Fayisa      | Éthiopie        | 3 min 39 s 67 |       |
| 15   | Ossama Meslek      | Italie          | 3 min 39 s 96 |       |

| Rang | Athlète                     | Pays            | Temps         | Notes |
| ---- | --------------------------- | --------------- | ------------- | ----- |
| 1    | Ermias Girma                | Éthiopie        | 3 min 35 s 21 | Q     |
| 2    | Cole Hocker                 | États-Unis      | 3 min 35 s 27 | Q     |
| 3    | Pietro Arese                | Italie          | 3 min 35 s 30 | Q     |
| 4    | Niels Laros                 | Pays-Bas        | 3 min 35 s 38 | Q     |
| 5    | Timothy Cheruiyot           | Kenya           | 3 min 35 s 39 | Q     |
| 6    | Isaac Nader                 | Portugal        | 3 min 35 s 44 | Q     |
| 7    | Marius Probst               | Allemagne       | 3 min 35 s 65 |       |
| 8    | Luke McCann                 | Irlande         | 3 min 35 s 73 |       |
| 9    | Adel Mechaal                | Espagne         | 3 min 35 s 81 |       |
| 10   | George Mills                | Grande-Bretagne | 3 min 35 s 99 |       |
| 11   | Stewart McSweyn             | Australie       | 3 min 36 s 55 |       |
| 12   | Ruben Verheyden             | Belgique        | 3 min 36 s 62 |       |
| 13   | Tshepo Tshite               | Afrique du Sud  | 3 min 36 s 87 |       |
| 14   | Charles Philibert-Thiboutot | Canada          | 3 min 36 s 92 |       |
| 15   | Maël Gouyette               | France          | 3 min 37 s 87 |       |

| Rang | Athlète            | Pays             | Temps         | Notes |
| ---- | ------------------ | ---------------- | ------------- | ----- |
| 1    | Stefan Nillessen   | Pays-Bas         | 3 min 36 s 77 | Q     |
| 2    | Hobbs Kessler      | États-Unis       | 3 min 36 s 87 | Q     |
| 3    | Jakob Ingebrigtsen | Norvège          | 3 min 37 s 04 | Q     |
| 4    | Reynold Cheruiyot  | Kenya            | 3 min 37 s 12 | Q     |
| 5    | Neil Gourley       | Grande-Bretagne  | 3 min 37 s 18 | Q     |
| 6    | Samuel Tefera      | Éthiopie         | 3 min 37 s 34 | Q     |
| 7    | Ignacio Fontes     | Espagne          | 3 min 37 s 50 |       |
| 8    | Adam Spencer       | Australie        | 3 min 37 s 68 |       |
| 9    | Azeddine Habz      | France           | 3 min 37 s 95 |       |
| 10   | Kieran Lumb        | Canada           | 3 min 38 s 11 |       |
| 11   | Raphael Pallitsch  | Autriche         | 3 min 38 s 20 |       |
| 12   | Maciej Wyderka     | Pologne          | 3 min 38 s 79 |       |
| 13   | Samuel Tanner      | Nouvelle-Zélande | 3 min 39 s 87 |       |
| 14   | Federico Riva      | Italie           | 3 min 41 s 78 |       |
| 15   | Andrew Coscoran    | Irlande          | 3 min 42 s 07 |       |

### Repêchage
Les 3 premiers de chaque série sont qualifiés (Q) pour les demi-finales.
| Rang | Athlète           | Pays           | Temps         | Notes |
| ---- | ----------------- | -------------- | ------------- | ----- |
| 1    | Cathal Doyle      | Irlande        | 3 min 34 s 92 | Q     |
| 2    | Azeddine Habz     | France         | 3 min 35 s 10 | Q     |
| 3    | Ossama Meslek     | Italie         | 3 min 35 s 32 | Q     |
| 4    | Tshepo Tshite     | Afrique du Sud | 3 min 35 s 35 |       |
| 5    | Kieran Lumb       | Canada         | 3 min 35 s 76 |       |
| 6    | Jochem Vermeulen  | Belgique       | 3 min 36 s 14 |       |
| 7    | Luke McCann       | Irlande        | 3 min 36 s 50 |       |
| 8    | Marius Probst     | Allemagne      | 3 min 36 s 54 |       |
| 9    | Maciej Wyderka    | Pologne        | 3 min 36 s 79 |       |
| 10   | Abdisa Fayisa     | Éthiopie       | 3 min 36 s 82 |       |
| 11   | Mario García      | Espagne        | 3 min 37 s 01 |       |
| 12   | Stewart McSweyn   | Australie      | 3 min 37 s 49 |       |
| 13   | Raphael Pallitsch | Autriche       | 3 min 39 s 32 |       |

| Rang | Athlète                     | Pays             | Temps         | Notes |
| ---- | --------------------------- | ---------------- | ------------- | ----- |
| 1    | Federico Riva               | Italie           | 3 min 32 s 84 | PB Q  |
| 2    | Charles Philibert-Thiboutot | Canada           | 3 min 33 s 53 | SB Q  |
| 3    | George Mills                | Grande-Bretagne  | 3 min 33 s 56 | Q     |
| 4    | Samuel Pihlström            | Suède            | 3 min 33 s 58 | PB    |
| 5    | Oliver Hoare                | Australie        | 3 min 34 s 00 |       |
| 6    | Adam Spencer                | Australie        | 3 min 34 s 45 | SB    |
| 7    | Filip Rak                   | Pologne          | 3 min 34 s 53 |       |
| 8    | Ignacio Fontes              | Espagne          | 3 min 35 s 04 |       |
| 9    | Maël Gouyette               | France           | 3 min 35 s 42 |       |
| 10   | Ruben Verheyden             | Belgique         | 3 min 36 s 06 |       |
| 11   | Ryan Mphahlele              | Afrique du Sud   | 3 min 36 s 64 |       |
| 12   | Andrew Coscoran             | Irlande          | 3 min 39 s 45 |       |
| 13   | Samuel Tanner               | Nouvelle-Zélande | 3 min 40 s 71 |       |
| 14   | Adel Mechaal                | Espagne          | 3 min 42 s 79 |       |

### Demi-finales
Les 6 premiers de chaque série sont qualifiés (Q) pour la finale.
| Rang | Athlète            | Pays            | Temps         | Notes |
| ---- | ------------------ | --------------- | ------------- | ----- |
| 1    | Jakob Ingebrigtsen | Norvège         | 3 min 32 s 38 | Q     |
| 2    | Josh Kerr          | Grande-Bretagne | 3 min 32 s 46 | Q     |
| 3    | Cole Hocker        | États-Unis      | 3 min 32 s 54 | Q     |
| 4    | Brian Komen        | Kenya           | 3 min 32 s 57 | Q     |
| 5    | Stefan Nillessen   | Pays-Bas        | 3 min 32 s 73 | PB Q  |
| 6    | Pietro Arese       | Italie          | 3 min 33 s 03 | Q     |
| 7    | Robert Farken      | Allemagne       | 3 min 33 s 35 |       |
| 8    | Isaac Nader        | Portugal        | 3 min 34 s 75 |       |
| 9    | Federico Riva      | Italie          | 3 min 35 s 26 |       |
| 10   | Reynold Cheruiyot  | Kenya           | 3 min 35 s 32 |       |
| 11   | George Mills       | Grande-Bretagne | 3 min 37 s 12 |       |
| 12   | Ermias Girma       | Éthiopie        | 3 min 40 s 27 |       |

| Rang | Athlète                     | Pays            | Temps         | Notes |
| ---- | --------------------------- | --------------- | ------------- | ----- |
| 1    | Yared Nuguse                | États-Unis      | 3 min 31 s 72 | Q     |
| 2    | Hobbs Kessler               | États-Unis      | 3 min 31 s 97 | Q     |
| 3    | Neil Gourley                | Grande-Bretagne | 3 min 32 s 11 | Q     |
| 4    | Niels Laros                 | Pays-Bas        | 3 min 32 s 22 | SB Q  |
| 5    | Timothy Cheruiyot           | Kenya           | 3 min 32 s 30 | Q     |
| 6    | Narve Gilje Nordås          | Norvège         | 3 min 32 s 34 | Q     |
| 7    | Anass Essayi                | Maroc           | 3 min 32 s 49 | PB    |
| 8    | Ossama Meslek               | Italie          | 3 min 32 s 77 | PB    |
| 9    | Samuel Tefera               | Éthiopie        | 3 min 33 s 02 |       |
| 10   | Cathal Doyle                | Irlande         | 3 min 33 s 15 | PB    |
| 11   | Charles Philibert-Thiboutot | Canada          | 3 min 33 s 29 | SB    |
| 12   | Azeddine Habz               | France          | 3 min 34 s 35 |       |

### Finale
| Rang                                | Athlète            | Pays            | Temps         | Notes |
| ----------------------------------- | ------------------ | --------------- | ------------- | ----- |
| Médaille d'or, Jeux olympiques      | Cole Hocker        | États-Unis      | 3 min 27 s 65 | OR    |
| Médaille d'argent, Jeux olympiques  | Josh Kerr          | Grande-Bretagne | 3 min 27 s 79 | NR    |
| Médaille de bronze, Jeux olympiques | Yared Nuguse       | États-Unis      | 3 min 27 s 80 | PB    |
| 4                                   | Jakob Ingebrigtsen | Norvège         | 3 min 28 s 24 |       |
| 5                                   | Hobbs Kessler      | États-Unis      | 3 min 29 s 45 | PB    |
| 6                                   | Niels Laros        | Pays-Bas        | 3 min 29 s 54 | NR    |
| 7                                   | Narve Gilje Nordås | Norvège         | 3 min 30 s 46 | SB    |
| 8                                   | Pietro Arese       | Italie          | 3 min 30 s 74 | NR    |
| 9                                   | Stefan Nillessen   | Pays-Bas        | 3 min 30 s 75 | PB    |
| 10                                  | Neil Gourley       | Grande-Bretagne | 3 min 30 s 88 |       |
| 11                                  | Timothy Cheruiyot  | Kenya           | 3 min 31 s 35 |       |
| 12                                  | Brian Komen        | Kenya           | 3 min 35 s 59 |       |

## Légende
Records et Performances
- AR : Record continental (area record)
- CR : Record des championnats (championship record)
- MR : Record du meeting (meet record)
- NR : Record national (national record)
- OR : Record olympique (olympic record)
- PR : Record paralympique (paralympic record)
- PB : Record personnel (personal best)
- SB : Meilleure performance personnelle de la saison (season's best)
- WL : Meilleure performance mondiale de l'année (world leader)
- WJR : Record du monde junior (world junior record)
- WR : Record du monde (world record)

Circonstances et Conditions
- DNF : N'a pas terminé (did not finish)
- DNS : N'a pas pris le départ (did not start)
- DQ : Disqualification (disqualification)
- NM : Aucun essai valable enregistré (No Mark)
- Q : Qualifié « directement » au prochain tour (ou à la prochaine compétition), lors d'une compétition majeure, grâce au classement ou à la réalisation des minima (automatic qualifier)
- q : Qualifié au prochain tour (ou à la prochaine compétition), lors d'une compétition majeure, grâce au repêchage ou à la réalisation de l'une des meilleures performances parmi celles des « non qualifiés directement » (grâce au meilleur temps ou à la meilleure distance par exemple) (secondary qualifier)